# Beastie Boys

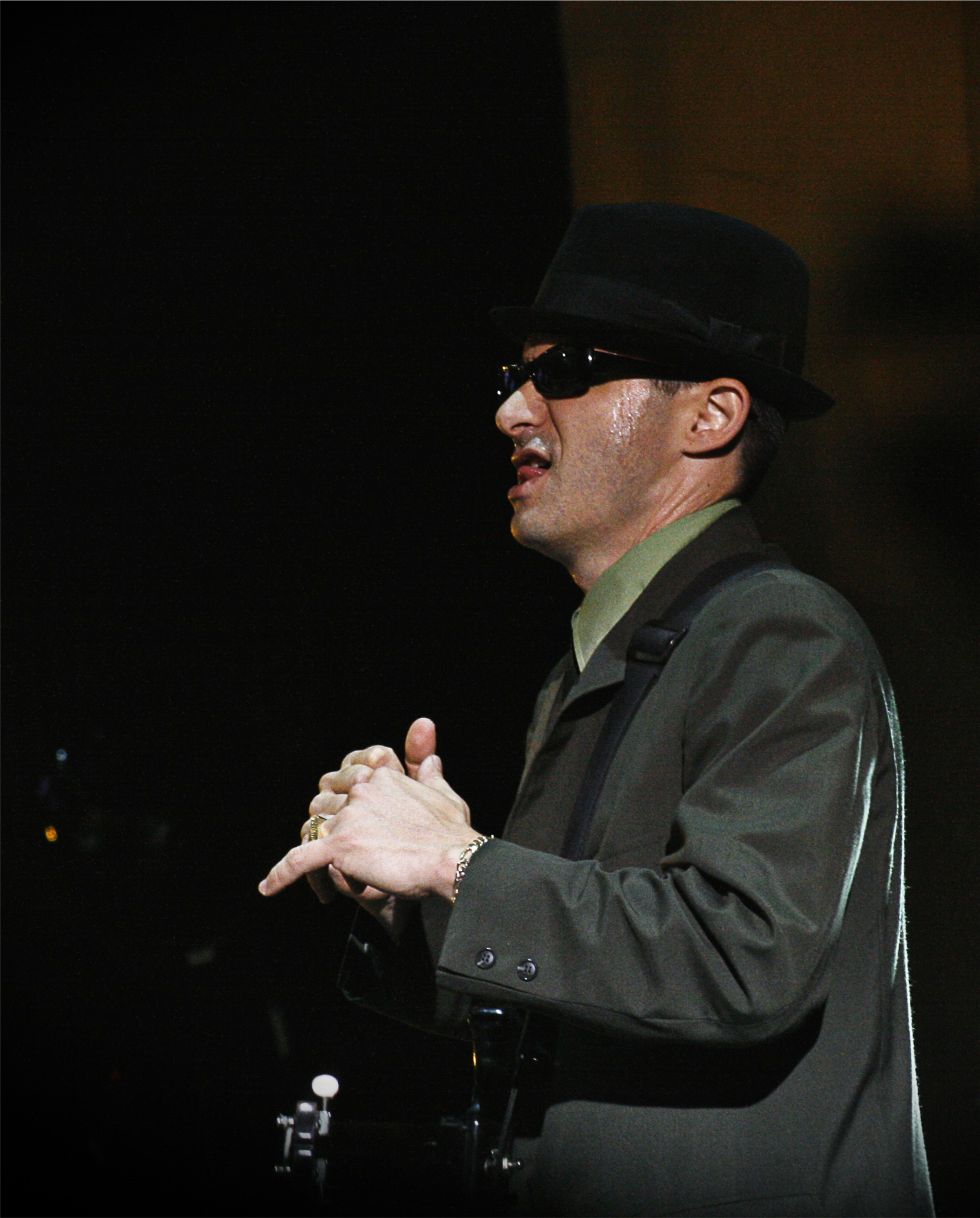
Adam Horovitz

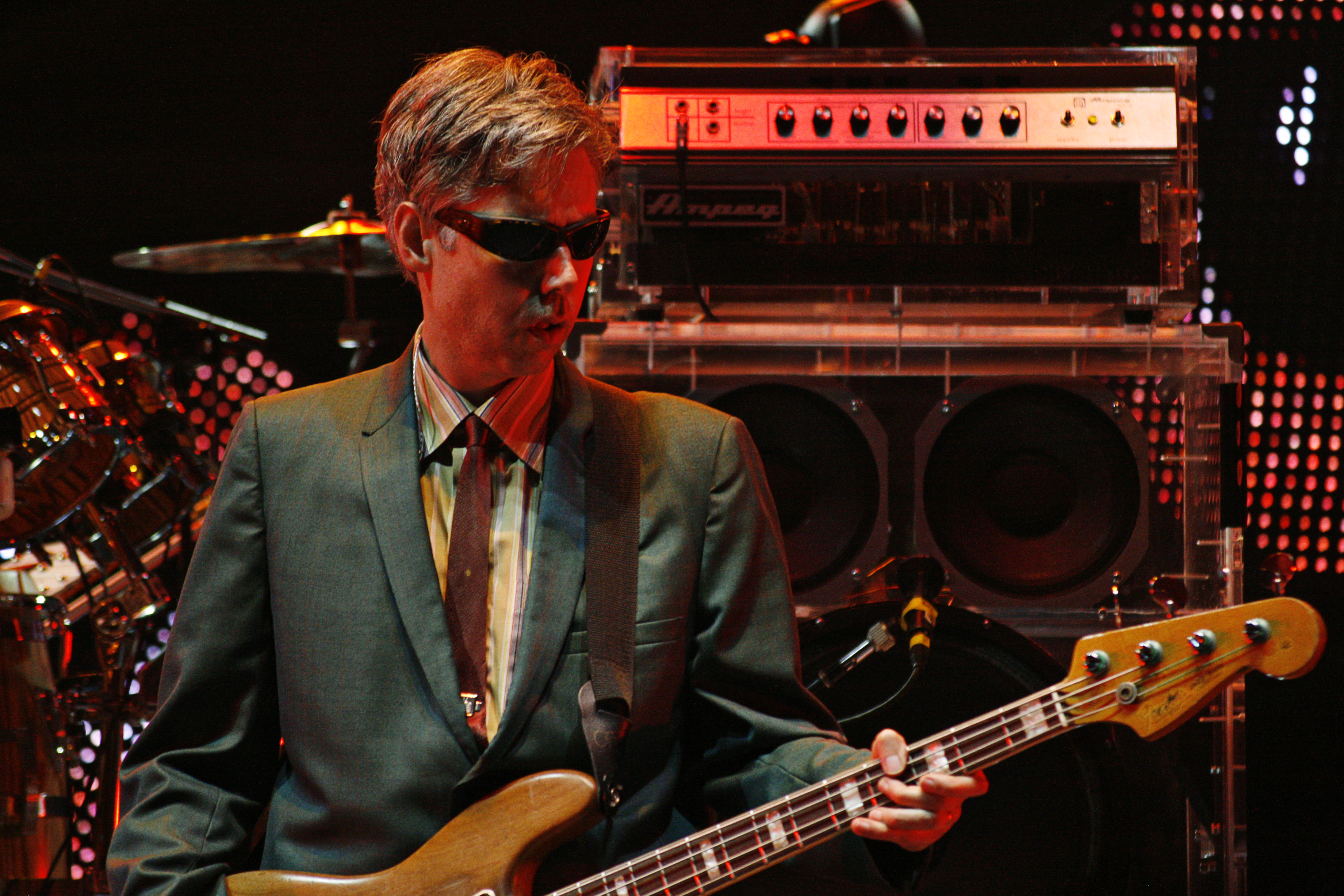
Adam Yauch

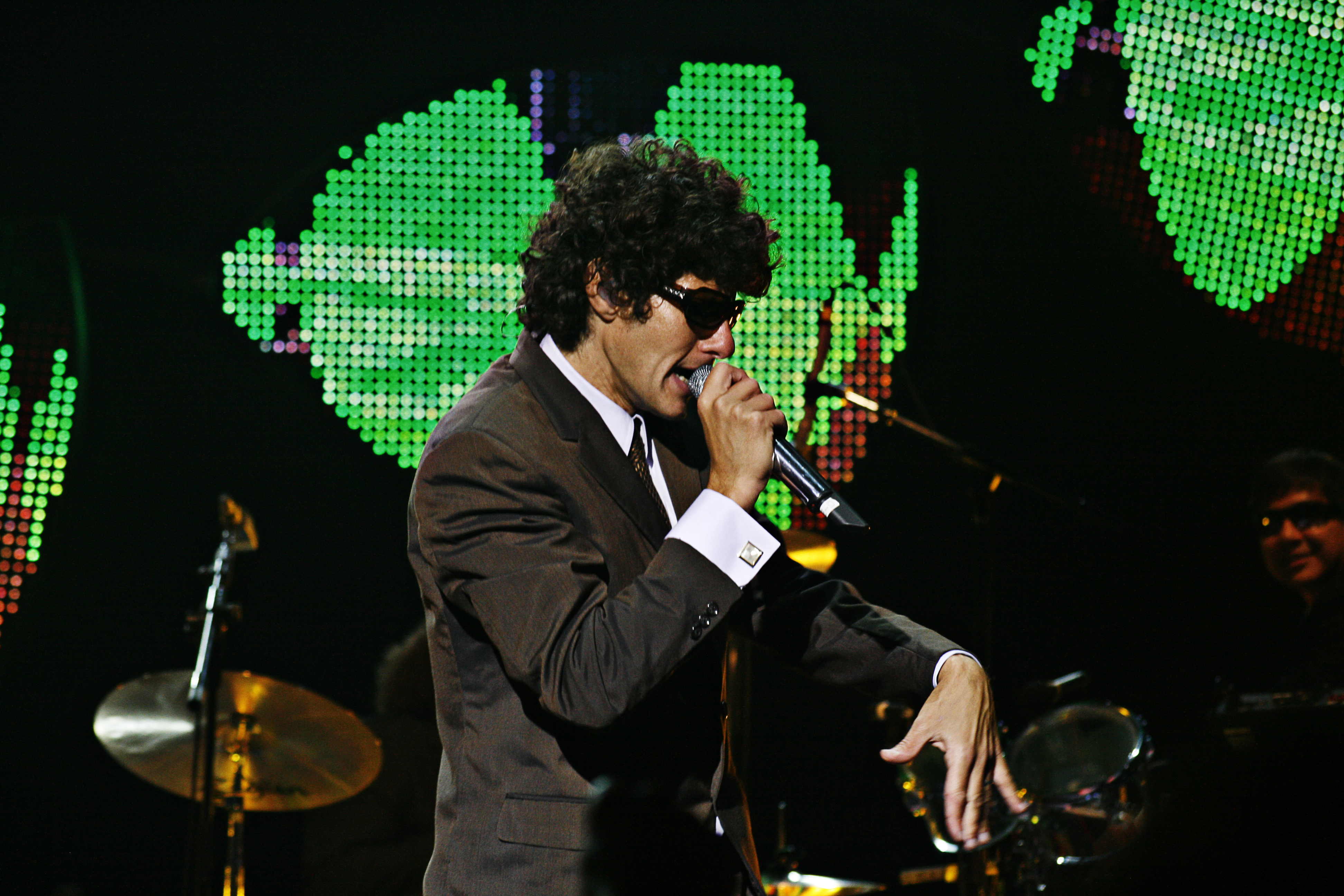
Michael Diamond

Beastie Boys foi uma banda de rap rock americano formado em Nova Iorque em 1981. Os seus integrantes são Michael Diamond (Mike D), Adam Yauch (MCA) e Adam Horovitz (Ad-Rock). Todos os três membros são de ascendência judaica.
Os Beastie Boys foram a primeira banda de rap formada por brancos a ser bem sucedida e um dos poucos projetos dos primeiros tempos do hip-hop, que ainda, faz grande sucesso. O seu rap, influênciado pelo rock e punk, teve um impacto significativo em outros artistas, dentro e fora da cena do hip-hop.
Em 4 de maio de 2012 o membro fundador Adam Yauch morreu de câncer da glândula parótida. O fim da banda foi confirmado por Mike D em 2014, em uma entrevista para a The New York Daily News.

## História
Em 1978, na cidade de Nova Iorque, surge uma banda de punk rock, chamada The Young Aborigines. Formada por Michael Diamond, Kate Schellenbach e Adam Yauch que se juntou ao grupo e mudou o nome para Beastie Boys. O nome "Beastie" significava, originalmente "Boys Entering Anarchistic States Towards Inner Excellence," (em português quer dizer algo como "Rapazes que incorporam estados de anarquia para a excelência interna") e as iniciais B.B. faz referência a banda punk de Washington DC, Bad Brains. A banda ganhou fama rapidamente e foi convidada pelos Bad Brains e pelos Reagan Youth para tocar em clubes como o CBGB e o Mak's Kansas City. Em 1982 os Beastie Boys gravaram o EP Polly Wog Stel nos 171A Studios. John Berry deixou o grupo (formando mais tarde a banda Thwig) e foi substituído por Adam Horovitz, que tinha previamente tocado na banda punk The Young and The Useless em 1983. A banda também compôs a sua primeira faixa rap, Cooky Puss, uma paródia do grupo ao Carvel Ice Cream. Esta canção tornou-se um hit nos clubes de dança underground nova-iorquinos.

### Licensed to Ill: 1984 - 1987
Depois que assinaram com a Def Jam, o produtor Rick Rubin entrou em cena e os Beastie Boys deixaram o estilo punk rock para se tornarem um grupo de hip hop de três homens. Assim Kate Schellenbach deixou a banda. Kate Schellenbach revela diferenças criativas em relação à direção musical da banda. Acredita-se que Rubin pensava que Schellenbach não se encaixava na imagem do grupo.
Em 1985, Os Beastie Boys foram a banda de suporte de Madonna na sua turnê norte-americana Virgin. Mais tarde naquele ano, o grupo esteve na turnê Raising Hell com Run DMC, Whodini, LL Cool J, e Timex Social Club. Com a sua exposição nesta turnê, a faixa "Hold It Now, Hit It" atingiu a tabela R&B and Dance da Billboard americana. A faixa "She's on It," da trilha sonora de Krush Groove manteve a linha rap/metal enquanto o single duplo "Paul Revere/The New Style" foi lançado no final do ano e se tornou outro sucesso de R&B/dance.
A banda gravou Licensed to Ill em 1986 e lançou o álbum no final do ano. Foi um sucesso gigantesco, se tornando no álbum de rap mais vendido da década de 1980 e o primeiro álbum rap a ser o número 1 na tabela de álbuns da Billboard, onde ele ficou por cinco semanas. Ele também chegou ao número 2 na tabela de álbuns Urban. Foi o primeiro álbum, de um artista, de venda mais rápida da Columbia Records até então e vendeu mais de cinco milhões de cópias. O primeiro single do álbum, "(You Gotta) Fight For Your Right (To Party)" ficou em número 7 na Billboard Hot 100.
A banda levou a turnê do Licensed to Ill por todo o mundo, no ano seguinte, o que foi controverso, exibindo membros femininos da multidão dançando em gaiolas e um pênis inflável motorizado gigante parecido com o usado pelos Rolling Stones na década de 1970. A turnê teve problemas com processos e prisões, sendo a banda acusada de provocar a multidão. No Reino Unido, alegados insultos, supostamente direcionados a vítimas de leucemia, quase resultaram na expulsão da banda do país, apesar dos Beastie Boys manterem que o incidente foi um exagero, a partir de uma recusa educada, da banda, em assinar um autógrafo.

### Paul's Boutique/Check Your Head: 1988–1992
O grupo amadureceu com seu segundo álbum Paul's Boutique. Produzido principalmente por Dust Brothers e gravado em 1988, esta amostra de obra extremamente pesada é ainda considerada um dos trabalhos mais fortes do Beasties e é considerada como sendo um dos maiores álbuns de hip-hop de todos os tempos. .
O álbum foi lançado em 1989 pela Capitol Records e fracassou em bater as vendas de Licensed to Ill, chegando a número 14 na Billboard 200 e número 10 na parada de R&B da Billboard. A faixa líder "Hey Ladies," ficou em 36o. na Billboard 100 e em 10o. na parada R&B. A revista Rolling Stone descreveria o álbum como "a versão hip hop do Pet Sounds / Dark Side of the Moon." Paul's Boutique venderia eventualmente um milhão de álbuns.
O álbum que se seguiu chamado Check Your Head foi gravado no estúdio "G-Son" da própria banda em Atwater Village, Califórnia e lançado com o selo da Grand Royal. A banda tocou os instrumentos neste álbum, com Mike D na bateria, Yauch no baixo, Horovitz na guitarra e Mark Ramos Nishita nos teclados. Mario Caldato Jr. ("Mario C") produziu e se tornaria um colaborador de longa data.
Check Your Head foi lançada em 1992 e ganhou a platina dupla nos Estados Unidos, atingindo um pico como número 10 na Billboard 200. O primeiro single, "So What'cha Want," ficou em 43o. na Billboard 100 e conseguiu ir bem em ambas as paradas urban e modern rock, enquanto "Pass the Mic" se tornou um sucesso em clubes de dança. O álbum, também apresentou uma direção mais experimental com músicas inspiradas em funk e jazz, incluindo "Lighten Up" and "Something's Got To Give." Hardcore punk fez até sua reaparição com "Time For Livin'."
Os Beastie Boys apontou uma lista eclética de artistas para selo Grand Royal, incluindo Luscious Jackson e Sean Lennon, o artista australiano de futuro Ben Lee e o dueto japonês Cibo Matto. Os Beastie Boys foram os dono da Grand Royal Records até 2001 quando foi vendida por razões financeiras. O primeiro lançamento independente da Grand Royal foi o álbum de Luscious Jackson In Search Of Manny em 1993.
The Beastie Boys também publicou revista Grand Royal Magazine, com a primeira adição em 1993 exibindo uma história de capa de Bruce Lee, com trabalho de arte de George Clinton, e entrevistas com Kareem Abdul-Jabbar e A Tribe Called Quest MC Q-Tip. A edição de 1995 da revista continha a primeira referência escrita da expressão, "mullet", para descrever o estilo de penteado.

### Ill Communication: 1993–1995
Ill Communication, lançado em 1994, viu o retorno dos Beastie Boys ao topo das paradas quando o álbum chegou ao 2o. lugar na parada de álbuns de R&B/ hip hop. O single "Sabotage" se tornou um sucesso nas paradas de modern rock e a música e vídeo dirigidas por Spike Jonze—foi tocada extensivamente na MTV. "Get It Together" chegou ao Top 10 da parada dance da Billboard e também se tornou um sucesso urban enquanto "Sure Shot" foi um sucesso nos clubes de dança. Some Old Bullshit, apresentando o material antigo independente da banda, ficou em 50o. na parada independente da Billboard.
Os Beastie Boys estrelaram em Lollapalooza—um festival música viajante americano—em 1994, junto com o Smashing Pumpkins. Além disso, a banda deu três shows em Los Angeles, Nova Iorque, e Washington D.C.—para arrecadar dinheiro para o Fundo Millarepa e dedicou os royalties de "Shambala" e "Bodhisattva Vow"—do álbum Ill Communication à causa. O Fundo Milarepa objetiva aumentar a consciência sobre o Tibete e as questões de direitos humanos e o exílio de Tenzin Gyatso, o 14º Dalai Lama. In 1996, Yauch organizou o Concerto Liberdade Tibetana que atraiu 100.000 pessoas—foi um festival de dois dias no Golden Gate Park em San Francisco, Califórnia.
Em 1995, a popularidade do Beastie Boys foi confirmada quando ingressos para uma turnê de arena foram colocados à venda nos Estados Unidos e se esgotou dentro de poucos minutos. Um dólar de cada ingresso vendido foi para a caridade local. Os Beastie Boys fizeram turnê pela América do Sul e Ásia Oriental pela primeira vez. A banda também lançou Aglio e Olio, uma coleção de oito músicas que duram apenas onze minutos, voltando às suas raízes do punk, em 1995. The In Sound From Way Out!, uma coleção de instrumentais de jazz/funk, foi lançada no Grand Royal em 1996, com o título e o trabalho de arte sendo o mesmo que os do marcante álbum dos pioneiros da música eletrônica, Perrey and Kingsley

### Hello Nasty: 1998–2001
Os Beastie Boys voltaram para a cidade de Nova Iorque em 1997 para produzir e gravar o álbum Hello Nasty. O álbum mostrava uma mudança substancial no sentimento musical, com a saída de DJ Hurricane. Foi substituído por Mix Master Mike, que adicionou ao som do Beasties seu estilo de DJ cinético. Lançado em 14 de julho de 1998, Hello Nasty vendeu quase 700.000 cópias nas primeiras semanas de vendas nos Estados Unidos e foi de imediato para o primeiro lugar nos Estados Unidos, na Reino Unido, Alemanha, Austrália, Holanda, Nova Zelândia e Suécia. O álbum atingiu o segundo lugar nas paradas no Canadá e no Japão e foi esteve no Top 10 na Áustria, Suíça, República da Irlanda, Bélgica, Finlândia, França e Israel.
Os Beastie Boys ganharam dois Prêmios Grammy em 1999—recebendo o Prêmio Grammy de Melhor Álbum de Música Alternativa com Hello Nasty, e também o Prêmio Grammy de Melhor Performance de Rap de um Duo ou Grupo com "Intergalactic". Esta foi a primeira, e única vez que a banda ganhou prêmios tanto nas categorias rap como de música alternativa.
Os Beastie Boys começaram uma turnê de arena em 1998. Através de Ian C. Rogers, a banda colocou downloads ao vivo de suas performances disponíveis para seus fãs, mas ficaram temporariamente frustrados quando a Capitol Records os removeu de seu website. Os Beastie Boys foram uma das primeiras bandas que colocou downloads de mp3 disponíveis no seu website — tiveram um alto nível de resposta pública incluindo uma artigo publicado no The Wall Street Journal sobre os esforços da banda.
O Concerto Tibetan Freedom de 1999 em East Troy(Wisconsin), Sydney, Tóquio, e Amsterdã. Em 28 de setembro desse mesmo ano, os Beastie Boys juntaram-se a Elvis Costello para tocar "Radio, Radio" no aniversário de 25 anos de Saturday Night Live.
Os Beastie Boys lançaram The Sounds of Science, uma Antologia de seu trabalho em dois CDs em 1999. Este álbum ficou em 19º na Billboard 200, 18º no Canadá, 6º na  parada de vendas da Internet e 14º nas paradas R&B/Hip Hop. Somente uma música nova, o single "Alive," ficou em 11o. na parada de Rock Moderno da Billboard.
Em 2000, os Beastie Boys planejavam o destacar a turnê "Rhyme and Reason" com Rage Against the Machine, mas a turnê foi cancelada quando o baterista Mike D sofreu um ferimento sério devido a um acidente de bicicleta. O diagnóstico oficial foi um deslocamento de quinto grau na articulação acromioclavicular — ele precisava de cirurgia e reabilitação extensiva. Quando recuperou, Rage Against the Machine tinha debandado.

### To the 5 Boroughs: 2002–presente

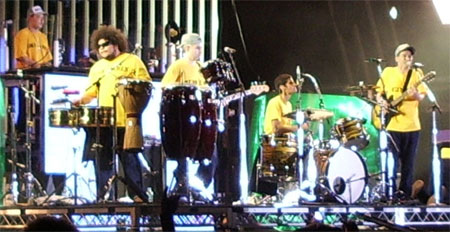
Beastie Boys, Big Day Out Melbourne Australia 2005. Da esquerda para a direita: Mix Master Mike, Alfredo Ortiz, MCA, Mike D, Adrock, Keyboard Money Mark (fora da moldura).

A banda aumentaria seu nível de ativismo político depois dos ataques de 11 de setembro de 2001—organizando e estrelando o Concerto New Yorkers Against Violence em outubro de 2001. Os fundos do concerto foram direto para a New York Women's Foundation Disaster Relief Fund e para o New York Association for New Americans (NYANA).
Em 2002, os Beastie Boys começaram a construir um estúdio novo, Oscilloscope, no centro da cidade de Manhattan, Nova Iorque e começaram e trabalhar em um álbum novo. A banda lançou uma música protesto, "In A World Gone Mad," contra a invasão do Iraque em 2003 com um download de graça em vários websites—incluindo o website da Milarepa, website da MTV, MoveOn.org, e Win Without War — tornou-se a faixa com maior número de downloads durante abril de 2003. Os 19º e 20º Concertos Tibetan Freedom fora feitos em Tóquio e Taipei—a primeira aparição dos Beastie Boys em Taiwan. Os Beastie Boys também protagonizaram o Coachella Valley Music and Arts Festival.
Seu single, "Ch-Check It Out," debutou no O.C. no episódio "The Vegas" da temporada 1 que foi ao ar em 28 de abril de 2004. Yahoo Launch News Story
To The 5 Boroughs foi lançada mundialmente em 15 de junho de 2004—foi o primeiro álbum que os Beastie Boys mesmo produziram e ficou em 1o. lugar na parada de álbuns da Billboard, em 2o. no Reino Unido e Austrália e 3o. na Alemanha. O primeiro single do álbum, "Ch-Check It Out," ficou em 1o. lugar no Canadá, em 2o.na parada de rock moderno nos Estados Unidos e na parada de download mundial da Internet e em 3o. na parada de rock moderno no mundo composto.
O álbum foi causa de alguma controvérsia com alegações que ele instalava spyware quando colocado no drive de CD de um computador.  A banda negou esta alegação, defendendo que não há nenhum software de proteção de cópia no álbum vendido nos Estados Unidos e no Reino Unido. Enquanto há um software de proteção de cópia Macrovision CDS-200 instalado nas cópias européias do álbum, o que é padrão em todos as lançamento europeus da EMI/Capitol Records divulgados na Europa e ele não instala spyware ou qualquer tipo de software permanente.
A banda foi inclusa no Rock and Roll Hall of Fame em abril de 2012. Yauch estava doente demais para comparecer à cerimônia, portanto, o grupo não se apresentou. Diamond e Horovitz leram um discurso que tinha sido escrito por Yauch.
Em 4 de maio de 2012, Adam Yauch faleceu depois de uma batalha de três anos contra o câncer. Tinha 47 anos.
John Berry, fundador dos Beastie Boys, morre aos 52 anos em 19 de maio de 2016.

## Influência
Os Beastie Boys são influentes na história da música, tanto no rock quanto no rap—seu sangue de gênero hip-hop and punk rock pode ser visto como precursor para os gêneros rapcore e nu metal do fim dos anos 1990, tais como Limp Bizkit e KoЯn. A banda também foi líder no uso de técnicas de amostras—com Paul's Boutique sendo notável pelo seu uso efetivo de amostras. A influência deste álbum pode ser vista no álbum de Beck em 1996 Odelay (também produzido pelos Dust Brothers).
A consistência nas paradas do Beastie Boys deve também ser percebida—eles tiveram quatro álbuns no top da parada da Billboard: Licensed to Ill, Ill Communication, Hello Nasty e To The 5 Boroughs desde 1986. Poucos, se algum, dos contemporâneos do Beastie Boys conseguiram se igualar a este feito.

## Membros
Membros regulares:
- Michael Diamond (Mike D) - Vocais e Bateria
- Adam Yauch (MCA) - Vocais e baixo
- Adam Horovitz (Ad-Rock) - Vocais e guitarra

Membros contribuintes:
- Wendell Fite  (DJ Hurricane) - DJ
- Michael Schwartz (Mix Master Mike) - DJ
- Mark Ramos-Nishita (Money Mark) - Teclados e Vocais
- Amery Smith (AWOL) - Bateria
- Alfredo Ortiz - Bateria
- Eric Bobo - Bateria
- Rick Rubin - Produtor
- Mario Caldato Junior (Mario C) - Produtor
- John King e Mike Simpson (The Dust Brothers) - Produtores

Ex-Membros:
- John Berry - guitarra
- Kate Schellenbach - Bateria

## Discografia

### Álbuns
- 1986 - Licensed to Ill
- 1989 - Paul's Boutique
- 1992 - Check Your Head
- 1994 - Ill Communication
- 1998 - Hello Nasty
- 2004 - To the 5 Boroughs
- 2007 - The Mix-Up
- 2011 - Hot Sauce Committee Part Two

### Compilações
- 1982 - New York Thrash
- 1994 - Some Old Bullshit
- 1996 - The In Sound From Way Out!
- 1998 - Original Ill
- 1999 - The Sounds of Science
- 2005 - Solid Gold Hits
- 2007 - Best of Grand Royal 12's

### EPs
- 1982 - Pollywog Stew
- 1983 - Cooky Puss
- 1984 - Rock Hard
- 1989 - Love American Style (aka Shake Your Rump Single)
- 1994 - Pretzel Nugget E.P.
- 1995 - Aglio e Olio
- 1995 - Root Down
- 1999 - Scientists of Sound (The Blow Up Factor Vol. 1)

## Prémios e Nomeações

### Grammy's
| Ano  | Trabalho Nomeado             | Prémio                                                                                     | Resultado |
| ---- | ---------------------------- | ------------------------------------------------------------------------------------------ | --------- |
| 1992 | Check Your Head              | Best Rap Performance by a Duo or Group (pt: Melhor Performance de Rap por um Grupo ou Duo) | Indicado  |
| 1995 | "Sabotage"                   | Best Hard Rock Performance (pt: Melhor Performance de Hard Rock)                           | Indicado  |
| 1999 | "Intergalactic"              | Best Rap Performance by a Duo or Group (pt: Melhor Performance de Rap por um Grupo ou Duo) | Venceu    |
| 1999 | Hello Nasty                  | Best Alternative Performance (pt: Melhor Performance Alternativa)                          | Venceu    |
| 2001 | "Alive"                      | Best Rap Performance by a Duo or Group (pt: Melhor Performance de Rap por um Grupo ou Duo) | Indicado  |
| 2005 | "Ch-Check It Out"            | Best Rap Performance by a Duo or Group (pt: Melhor Performance de Rap por um Grupo ou Duo) | Indicado  |
| 2005 | To The 5 Boroughs            | Best Rap Album (pt: Melhor Álbums de Rap)                                                  | Indicado  |
| 2008 | "Off the Grid"               | Best Pop Instrumental Performance (pt: Melhor Performance Pop Instrumental)                | Indicado  |
| 2008 | The Mix-Up                   | Best Pop Instrumental Album (pt: Melhor Álbum Pop Instrumental)                            | Venceu    |
| 2010 | "Too Many Rappers feat. Nas" | Best Rap Performance by a Duo or Group (pt: Melhor Performance de Rap por um Grupo ou Duo) | Indicado  |

## Videografia
| Ano  | Título                         | Selo                                   | Formato |
| 1987 | "Licensed To Ill"              | CBS / FOX                              | LD      |
| 1987 | "Licensed To Ill"              | CBS / FOX                              | VHS     |
| 1992 | "The Skills To Pay The Bills"  | Pioneer / Captiol                      | LD      |
| 1992 | "The Skills To Pay The Bills"  | Grand Royal                            | VHS     |
| 1994 | "Sabotage"                     | PMI                                    | VHS     |
| 1995 | "Sabotage"                     | PMI / EMI                              | VCD     |
| 1997 | "Sabotage"                     | Pioneer / Captiol                      | LD      |
| 1997 | "Sabotage"                     | Grand Royal                            | DVD     |
| 2000 | "Beastie Boys Video Anthology" | Grand Royal / The Criterion Collection | DVD     |

Além dos lançamentos acima, The Criterion Collection lançou um DVD single promocional de Intergalactic em 2000. Como este, houve outros VHSs e DVDs promocionais lançados pela Capitol ao longo dos anos, mais notadamente, The Hiatus Is Back Off, Again DVD—lançado para conduzir o lançamento de To the 5 Boroughs.
Um filme intitulado Awesome; I Fuckin' Shot That! , apresentando uma performance ao vivo em 9 de outubro de 2004 no Madison Square Garden, foi lançado em 31 de março de 2006. Dirigido por Nathanial Hörnblowér, foi filmado por 50 fãs na multidão a quem foram dadas vídeo câmeras Hi-8. O filme foi mostrado pela primeira vez em 6 de janeiro de 2006, aos fãs que fizeram as filmagens. Foi premiado no Festival de Filmes de Sundance em janeiro, e o DVD do filme foi lançado em março de 2006.
Para promover o filme, bem como os seus álbuns de sucesso, os Beastie Boys performaram um medley de clássicos do "Three MC's and One D.J." até o "So Whatcha Want" no The Late Show com David Letterman em 8 de fevereiro de 2006.